# Высокий (Челябинская область)
Высо́кий — посёлок в Сосновском районе Челябинской области. Входит в состав Полетаевского сельского поселения.

## География
Расположен на берегу реки Бишкиль. Расстояние до районного центра села Долгодеревенского 53 км.

## Население
| 2002 | 2010 |
| ---- | ---- |
| 262  | ↘207 |

По данным Всероссийской переписи, в 2010 году численность населения посёлка составляла 207 человек (109 мужчин и 98 женщин).

###### Национальный состав
По данным Всероссийской переписи населения (2002 год): башкиры — 47%, русские — 37%.

## Улицы
Уличная сеть посёлка состоит из 5 улиц и 1 переулка.